# Bisenti

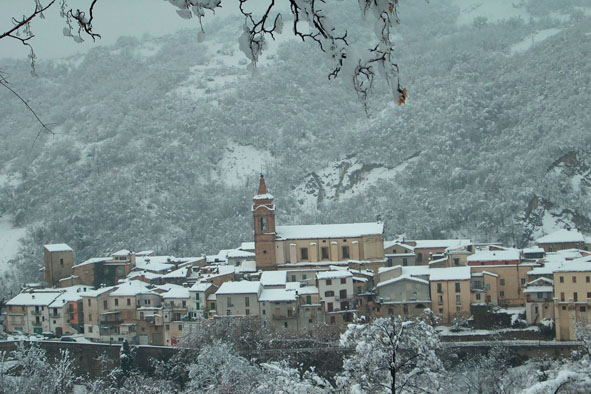
Bisenti panaroma sud

Bisenti is een gemeente in de Italiaanse provincie Teramo (regio Abruzzen) en telt 2103 inwoners (31-12-2004). De oppervlakte bedraagt 30,9 km², de bevolkingsdichtheid is 74 inwoners per km².

## Demografie
Bisenti telt ongeveer 812 huishoudens. Het aantal inwoners daalde in de periode 1991-2001 met 12,2% volgens cijfers uit de tienjaarlijkse volkstellingen van ISTAT.
| Jaar | Inwoneraantal |
| ---- | ------------- |
| 1991 | 2511          |
| 2001 | 2205          |
| 2007 | 2070          |

## Geografie
De geografische coördinaten van de gemeente zijn 42° 32' NB 13° 48' OL.
Bisenti grenst aan de volgende gemeenten: Arsita, Castel Castagna, Castelli, Castiglione Messer Raimondo, Cellino Attanasio, Cermignano, Penne (PE).